# SuperCalc
SuperCalc — электронная таблица, выпущенная Sorcim в 1981 году и изначально поставлявшаяся вместе с WordStar в составе набора программ CP/M для портативного компьютера Osborne 1. В 1984 году Sorcim была куплена Computer Associates, из-за чего последние версии SuperCalc носили название CA-SuperCalc.
В отличие от VisiCalc, SuperCalc является одной из первых электронных таблиц, способных итеративно разрешать кольцевые ссылки (ячейки, значения которых зависят друг от друга).
Версии SuperCalc были выпущены для компьютеров Apple II, IBM PC с операционной системой DOS, а также для MS Windows, мейнфреймов IBM (S/360) и VAX/VMS.

## Версии

### SuperCalc 1
В конце 1980 года Адам Осборн искал поставщика электронных таблиц для своего компьютера Osborne 1. Поскольку ему не удалось приобрести права на VisiCalc, он обратился в Sorcim с просьбой разработать электронную таблицу, которая могла бы соперничать с VisiCalc и была бы выпущена к апрелю 1981 года, чтобы её можно было показать на West Coast Computer Faire. Основным разработчиком программы стал Гари Балейсен (Gary Balleisen). В итоге презентация была встречена с достаточно большим энтузиазмом. SuperCalc был написан на ассемблере, разработка стоила 20 000 $. Наряду с WordStar, SuperCalc вошёл в комплект поставки компьютера Osborne 1. Также он продавался отдельно по цене 295 $.
Программе требовалась операционная система CP/M версии 2.2, 48 килобайт оперативной памяти и один дисковод. Поскольку большинство машин с CP/M использовало вывод на последовательный терминал, большинство других электронных таблиц для этой операционной системы не выводило таблицу в реальном времени; SuperCalc же содержал настройки для различных типов терминалов, позволявшие ему достаточно быстро перерисовывать экран в реальном времени. Максимальный размер таблицы составлял 254 строки и 63 столбца. Максимальная длина текста в ячейке составляла 117 символов. Поддерживалось изменение ширины столбцов, а также вертикальное и горизонтальное разделение экрана. Была возможна защита ячеек от изменения.
Для математических вычислений использовался двоично-десятичный код, что позволяло увеличить точность вычислений. Как целые числа, так и числа с плавающей запятой обрабатывались в диапазоне экспонент от 10−16 до 1016. Среди поддерживаемых математических функций были вычисление абсолютной величины, тригонометрические функции, экспонента и логарифмы. Имелись также логические функции и функции поиска минимума и максимума.
С программой поставлялось 108-страничное руководство пользователя. Также присутствовала встроенная в программу справка.
Обозревателем журнала InfoWorld SuperCalc был оценён достаточно высоко: он предположил, что у программы есть потенциал для того, чтобы стать «классикой в своём жанре».

### SuperCalc2
SuperCalc2 был выпущен в апреле 1983 года для DOS 1.1 и старше, а также CP/M-80 и 86 и продавался по цене 295 $. Под управлением DOS ему требовалось 64 килобайта памяти, CP/M — 48. Максимальный размер таблицы составлял 254 строки и 63 столбца. На конец 1983 года пользовательская база программы составляла примерно 250 000 установок.
Были добавлены функции арифметики дат и работы с календарём. Было возможно слияние данных из нескольких таблиц. Данные можно было сортировать по строкам или столбцам, возможно было также скрытие определённого диапазона данных. Имелась поддержка записываемых в дисковый файл макрокоманд. Добавилась возможность возвращать из формулы строку текста (например, функция вычисления истинности значения могла выдавать текст «Хорошо» для истинного значения и «Плохо» для ложного). Среди математических функций добавились округление и деление с остатком.
С программой поставлялся модуль Super DataIntercharge, позволявший осуществлять экспорт и импорт файлов формата CSV (только данные) и SDF (SuperData Format, также формулы). Поддерживалась полная прямая совместимость с первой версией, обратная совместимость была ограничена файлами, не использующими новые функции.
Скорость работы была увеличена примерно в 2 раза. Были добавлены расширенные функции настройки печати (длина и ширина страницы, интервал, возможность задания специальных команд для конкретной модели принтера).
В комплект входило руководство пользователя. По сравнению с первой версией, добавился короткий буклет «10 Minutes to SuperCalc2». Имелась также справочная карточка с основными командами.

### SuperCalc 3
SuperCalc 3 был выпущен в конце 1983 года для IBM-совместимых компьютеров и продавался по цене 395 $. Для его работы требовалась операционная система DOS версии 1.0 и выше, 96 килобайт оперативной памяти и один дисковод. Максимальный размер таблицы составлял 254 строки и 63 столбца. SuperCalc 3 был написан на языке программирования Pascal. Использовалась технология разреженного хранения данных: в памяти хранилась только информация в ячейках, содержащих данные, а также сведения о том, какие ячейки являются пустыми.
В программу было встроено более 50 функций. Были добавлены финансовые функции, которые включали вычисление внутренней нормы доходности, чистой приведённой стоимости и выплат по кредитам. Из математических функций имелись округление, вычисление суммы и среднего, генератор случайных чисел. Для повышения производительности вместо двоично-десятичного кода использовалось двоичное представление чисел. Поддерживалась работа с числами с плавающей запятой от 1×10−63 до 1×1062
Были добавлены функции управления базами данных, сортировка по двум ключам, графические возможности. Имелось 7 типов графиков (линейный, круговой, гистограмма, гистограмма с накоплением, с областями, точечный, биржевой), было возможно изменение шрифта заголовков и меток (до 8 шрифтов), а также печать до 4 графиков на одной странице. Возможно было отображение графиков на экране, в том числе в цвете. Графики были двухмерными.
Программа поставлялась на двух дисках, включавших, помимо самой программы, примеры таблиц, дополнительные программы Sideways (печать таблиц в альбомной ориентации) и Superdata Intercharge (преобразование файлов Lotus 1-2-3 и Visicalc). В комплект также входили руководство пользователя для основной программы и Superdata Intercharge, короткий буклет «10 Minutes to SuperCalc 3» и две карточки, содержащие краткую информацию о командах и графических возможностях.
Защита от копирования отсутствовала. Компанией Sorcim предоставлялась программа корпоративного лицензирования SuperCalc, понижавшая цену до 237 $ за копию при покупке лицензии на 25 пользователей, до 118 $ при покупке лицензии на 400 пользователей, а также лицензия с неограниченным числом пользователей за 65 000 $.

#### Релиз 2
SuperCalc 3 Release 2 был выпущен в 1984 году и продавался по цене 395 $. Для его работы требовалась операционная система DOS версии 2.0 и выше, 96 килобайт оперативной памяти и один дисковод. Поддерживались 33 модели принтеров и 18 моделей плоттеров.
По скорости вычислений Release 2 превосходил Lotus 1-2-3, причём использование математического сопроцессора давало прирост скорости до 10 раз. Максимальный размер таблицы составлял 9999 строк и 127 столбцов (при наличии менее чем 192 килобайт памяти — 254 строки и 63 столбца). Была возможность итеративного вычисления с кольцевыми ссылками без пересчёта остальной таблицы. Данная возможность была уникальна для электронных таблиц того периода.
Среди улучшений по сравнению с первой версией SuperCalc 3 называлось улучшенная прокрутка, разделение экрана по горизонтали и вертикали.
Программа поставлялась на двух дисках, включавших, помимо самой программы, примеры таблиц, дополнительные программы Sideways (печать таблиц в альбомной ориентации) и Superdata Intercharge (преобразование файлов Lotus 1-2-3 и Visicalc). В комплект также входили руководство пользователя для основной программы и Superdata Intercharge, короткий буклет «10 Minutes to SuperCalc 3» и две карточки, содержащие краткую информацию о командах и графических возможностях.

#### SuperCalc 3a
SuperCalc 3a был выпущен в 1985 году и предназначался для компьютеров Apple IIc и Enhanced Apple IIe. Из-за ограниченных возможностей этих компьютеров не поддерживалось итеративное вычисление кольцевых ссылок. Поддерживались таблицы размером до 63 столбцов и 254 строк (до 116 символов в ячейке). При отображении графиков на экране можно было использовать до 16 цветов, а при печати — до 90 цветов.

#### Релиз 2.1
SuperCalc 3 Release 2.1 был выпущен в 1985 году. В программу была добавлена поддержка расширенной памяти стандарта EMS (до 8 мегабайт), а также графического адаптера EGA. Сама программа занимала в памяти 96 килобайт и поддерживала до 127 столбцов и 9999 строк таблицы. Была добавлена поддержка 24 новых принтеров и 8 плоттеров.
Была улучшена производительность (так, вывод графиков осуществлялся вдвое быстрее, чем в предыдущей версии). Была добавлена возможность настройки цветов элементов графика.
Имелась поддержка высококачественной графики, внешних макросов.

### SuperCalc 4
Версия SuperCalc 4 была выпущена в 1986 году и продавалась по цене 495 $. SuperCalc 4 позиционировался как основной конкурент Lotus 1-2-3. По состоянию на 1987 год исследователями рынка табличных процессоров SuperCalc ставился на второе место после Lotus 1-2-3, причём значительная часть установок приходилась на крупные корпорации, что было связано с политикой лицензирования, предполагавшей значительные скидки при покупке большого числа копий (так, при покупке 25 лицензий цена снижалась до 247 $), а также с отсутствием защиты от копирования. В числе корпораций, использовавших SuperCalc, были Hughes Aircraft, Lockheed Missile and Space Inc., Jet Propulsion Laboratory и Wells Fargo Bank.
Программа работала под управлением операционной системы DOS версии 2.0 и старше на IBM-совместимых компьютерах начиная с IBM PC. Для запуска требовалось 256 килобайт оперативной памяти. Имелась возможность использования расширенной памяти для работы с большими таблицами (поддерживалось до 8 мегабайт EMS-памяти). Поддерживались видеоадаптеры EGA и Hercules, а также математические сопроцессоры 8087 и 80287.
В числе основных нововведений данной версии — поддержка макрокоманд, хранимых вместе с электронной таблицей. Многие команды совпадают с использовавшимися в Lotus 1-2-3, однако из-за различий в структуре меню использовать существующие макросы для Lotus 1-2-3 было нельзя без их модификации. Макросы могли выводить на экран сообщения и видоизменять внешний вид рабочего экрана (например, можно было убрать подписи строк и столбцов). Кроме того, появилась возможность автоматической записи макросов. Это было существенным конкурентным преимуществом.
Присутствовали также функции работы с базами данных: печать отчётов, заполнение данными и т. д. В SuperCalc 4 отсутствовали функции по работе со строками и матрицами, а также по осуществлению множественного регрессионного анализа, присутствовавшие у конкурентов, а также функции поиска решения (которые были ограничены созданием кольцевых ссылок с контролируемым числом итераций). В то же время были доступны многие дополнительные финансовые функции (например, вычисление основной суммы и процентов по аннуитетам), отсутствовавшие в Lotus 1-2-3, а также решение систем уравнений с использованием неограниченного числа итеративных приближений. Возможно было слияние данных из нескольких таблиц (путём сложения), причём как с использованием отдельных диапазонов данных, так и таблиц целиком. Поддерживалась сортировка по строкам и столбцам с использованием до 2 ключей сортировки.
В данной версии появились улучшенные средства импорта и экспорта файлов Lotus 1-2-3: при данных операциях сохранялись функции и формулы, однако не поддерживалась конвертация макросов. Кроме того, поддерживалась прямая и обратная совместимость с SuperCalc 3, ограниченная лишь невозможностью работы со встроенными в таблицу макросами в старой версии. Имелась также возможность импорта и экспорта данных в форматах DIF и CSV. Также поддерживалась совместимость с Visicalc. Возможности по импорту и экспорту файлов формата DBF (DBase) отсутствовали.
Присутствовали интерфейсные улучшения: в строке меню появились полные наименования команд (а не однобуквенные коды), также из Microsoft Multiplan и Lotus 1-2-3 была заимствована возможность создавать именованные диапазоны.
Графические средства SuperCalc, которые и ранее превосходили таковые у Lotus 1-2-3, также были улучшены в данной версии. Создание и печать графиков (а также настройка принтера) осуществлялись без выхода из основной программы. На графиках могло быть представлено до 10 переменных, предоставлялись широкие возможности расстановки меток на графиках и выбора цветов. Поддерживались 56 чёрно-белых принтеров, 17 цветных принтеров и 26 плоттеров. Печать таблиц в альбомной ориентации была возможна с использованием отдельной утилиты Sideways. Определение используемого аппаратного обеспечения осуществлялось автоматически без использования отдельной процедуры установки. В совокупности с отсутствием защиты от копирования это облегчало установку программы на новый компьютер.
Была возможна работа с таблицами трёх размеров: 254 строки и 63 столбца (для компьютеров с малым объёмом памяти); 2000 строк и 127 столбцов; 9999 строк и 255 столбцов (больше, чем у Lotus 1-2-3, в котором максимальная длина таблицы составляла 8192 строки). Увеличение функциональности потребовало увеличения занимаемого программой объёма оперативной памяти: вместе с операционной системой она занимала до 190 килобайт ОЗУ. Для работы с большими таблицами, созданными в SuperCalc 3, использовался режим оверлея, в котором отдельные части программы подгружались в память по мере необходимости; в таком режиме программа занимала 96 килобайт ОЗУ (как и SuperCalc 3), но работала медленнее.
Производительность SuperCalc 4 была примерно на одном уровне с Lotus 1-2-3: загрузка таблиц выполнялась медленнее, но скорость вычислений и отзывчивость интерфейса при прокрутке были выше. При этом не поддерживался минимальный пересчёт и фоновой пересчёт.
С программой поставлялись объёмное руководство пользователя, краткое введение в основные функции программы («10 Minute Guide»), две карточки с подсказками и накладка на клавиатуру с подписями для функциональных клавиш. В отличие от предыдущей версии, при переходе в командный режим клавишей / показывалась двухстрочная подсказка с доступными командами. Обозревателями отмечались также высокая доступность и подробность сообщений об ошибках, что вкупе с наличием подробной документации облегчало работу с программой.
Данная версия SuperCalc была переведена на русский язык и распространялась в России.
| Функциональность                                       | Excel (Mac)                  | SuperCalc 4 | Smart Spreadsheet 3.0 | Lotus 1-2-3 2.01 | Multiplan 2.0 | VP-Planner 1.3 |
| ------------------------------------------------------ | ---------------------------- | ----------- | --------------------- | ---------------- | ------------- | -------------- |
| Цена                                                   | 395 $                        | 495 $       | 495 $                 | 495 $            | 195 $         | 99,95 $        |
| Системные требования                                   |                              |             |                       |                  |               |                |
| Оперативная память                                     | 512 Кб                       | 256 Кб      | 256 Кб                | 256 Кб           | 128 Кб        | 256 Кб         |
| Может работать без жёсткого диска                      | Да                           | Да          | Да                    | Да               | Да            | Да             |
| Поддержка EMS                                          | —                            | Да          | Да                    | Да               | Нет           | Нет            |
| Поддержка сопроцессора                                 | Да                           | Да          | Да                    | Да               | Да            | Нет            |
| Интерфейс пользователя                                 |                              |             |                       |                  |               |                |
| Защита от копирования                                  | Нет                          | Нет         | Нет                   | Да               | Нет           | Да             |
| Встроенная программа обучения                          | Нет                          | Нет         | Да                    | Да               | Нет           | Нет            |
| Встроенная справка                                     | Да                           | Да          | Да                    | Да               | Да            | Да             |
| Меню                                                   | Да                           | Да          | Да                    | Да               | Да            | Да             |
| Поддержка мыши                                         | Да                           | Нет         | Нет                   | Нет              | Да            | Нет            |
| Изменение ширины столбца                               | Нет                          | Да          | Да                    | Нет              | Нет           | Нет            |
| Особенности                                            |                              |             |                       |                  |               |                |
| Максимальный размер таблицы                            | 16384×256                    | 9999×255    | 9999×999              | 8192×256         | 4095×255      | 9999×256       |
| Клавиатурные макросы                                   | Да                           | Да          | Да                    | Да               | Да            | Да             |
| Встроенные в таблицу макросы                           | Да                           | Да          | Нет                   | Да               | Да            | Да             |
| Внешние макросы                                        | Да                           | Да          | Нет                   | Да               | Да            | Да             |
| Число форматов ячеек                                   | 19+                          | 18          | 15                    | 10               | 8             | 12             |
| Защита паролем                                         | Да                           | Нет         | Да                    | Да               | Нет           | Да             |
| Отображение графиков на экране                         | Да                           | Да          | Да                    | Да               | Нет           | Да             |
| Число типов графиков                                   | 42                           | 9           | 78                    | 6                | 0             | 5              |
| Связи между таблицами                                  | Да                           | Нет         | Да                    | Нет              | Нет           | Нет            |
| Совместимость                                          |                              |             |                       |                  |               |                |
| Чтение и запись файлов в формате WKS (Lotus 1-2-3 1.0) | Да                           | Да          | Да                    | Да               | Да            | Да             |
| Чтение и запись файлов в формате DIF                   | Да                           | Да          | Да                    | Да               | Чтение        | Да             |
| Чтение и запись файлов в формате DBF                   | Нет                          | Нет         | Нет                   | Нет              | Нет           | Да             |
| Функции                                                |                              |             |                       |                  |               |                |
| Сортировка                                             | Да                           | Да          | Да                    | Да               | Да            | Да             |
| Запросы                                                | Да                           | Да          | Да                    | Да               | Нет           | Да             |
| Число окон                                             | Ограничено доступной памятью | 2           | 50                    | 2                | 8             | 6              |
| Число финансовых функций                               | 8                            | 18          | 11                    | 6                | 8             | 5              |
| Число математических функций                           | 17                           | 34          | 19                    | 24               | 14            | 19             |
| Число статистических функций                           | 11                           | 16          | 10                    | 7                | 6             | 9              |
| Число специальных функций                              | 25                           | 27          | 25                    | 10               | 7             | 26             |
| Число строковых функций                                | 8                            | 0           | 4                     | 20               | 6             | 0              |
| Множественная регрессия                                | Да                           | Да          | Да                    | Да               | Нет           | Нет            |
| Матричные операции                                     | Да                           | Да          | Да                    | Да               | Нет           | Нет            |

### SuperCalc 5
Версия SuperCalc 5 была выпущена в 1989 году и продавалась по цене 495 $ (100 $ для пользователей предыдущих версий; к марту 1991 года цена была снижена до 149 $). Она работала под управлением операционной системы DOS версии 3.0 и старше на IBM-совместимых компьютерах начиная с PC/XT. Для запуска требовалось 512 килобайт оперативной памяти. Обозревателями отмечалась сравнительная нетребовательность к вычислительным ресурсам: фактически, SuperCalc 5 можно было пользоваться на любом компьютере. Однако для работы с большими таблицами требовалась расширенная память (поддерживалось до 32 мегабайт EMS-памяти), так как пустой лист таблицы занимал в памяти 60 килобайт, а свободными из 640 килобайт памяти после запуска оставалось не более 180. Использованием памяти были ограничены также функции по работе с несколькими таблицами и многостраничными таблицами; однако возможно было установление связей с другими таблицами, находящимися на диске.
В данной версии добавились возможности по одновременной работе с тремя таблицами, поддержка команд Lotus 1-2-3, возможность приостановления пересчёта таблицы и отмены операций, трёхмерные графики и новые функции (в основном ориентированные на работу со строковыми данными). Поддерживалась также интеграция с базами данных (DBase), а дополнение Silverado добавляло функции работы с реляционными базами данных (при этом встроенные функции могли работать только с базами, целиком помещавшимися в оперативную память). Появилась поддержка матричных операций и множественного регрессионного анализа (с поддержкой линейных, квадратичных и кубических моделей). Макросы могли использоваться для создания использующих собственные меню приложений, однако средства их отладки практически отсутствовали. Была возможна сетевая установка и сетевая печать, использовались средства блокирования файлов для предотвращения их порчи при одновременной работе нескольких пользователей.
В комплекте поставлялись утилиты Sideways (печать таблиц в альбомной ориентации) и Privacy Plus (шифрование файлов). Построенные в SuperCalc 5 графики можно было отослать по модему в фирму Computer Associates, и получить на следующий рабочий день распечатанные слайды или прозрачки. Документация включала в себя подробное руководство по использованию, буклет для быстрого начала работы и буклет с кратким описанием команд.
По скорости работы SuperCalc 5 несколько уступал конкурентам. В то же время в целом данная версия была оценена достаточно высоко, несмотря на скорость работы и отсутствие графического интерфейса. Недостатком являлось отсутствие предварительного просмотра печати, что приводило к тому, что для получения желаемого печатного результата (в частности, разрывов страниц в нужных местах) приходилось прибегать к методу проб и ошибок. Также отмечалось, что многие команды (например, перемещение и копирование диапазона) полноценно не работали с многостраничными таблицами.
В начале 1990 года было выпущено обновление Revision C, которое на 15—25 килобайт уменьшило объём занимаемой памяти, улучшило производительность и совместимость с Lotus 1-2-3.
Данная версия SuperCalc была переведена на русский язык и распространялась в России.
| Функциональность | Excel 2.1   | Lotus 1-2-3 2.2 | Lotus 1-2-3 3.0 | Plan Perfect 5.0 | Quattro Pro 1.0 | SuperCalc 5 |
| --- | ----------- | --------------- | --------------- | ---------------- | --------------- | ----------- |
| Цена | 495 $       | 495 $           | 595 $           | 495 $            | 495 $           | 495 $       |
| Может работать без жёсткого диска | Нет         | Да              | Нет             | Да               | Нет             | Нет         |
| Максимальное количество строк | 16384       | 8192            | 8192            | 8192             | 8192            | 9999        |
| Максимальное число столбцов | 256         | 256             | 256             | 256              | 256             | 255         |
| Максимальное число символов в ячейке | 255         | 240             | 512             | 255              | 255             | 240         |
| Дисковая виртуальная память | Нет         | Нет             | Нет             | Да               | Нет             | Нет         |
| Поддержка дополнений | Нет         | Да              | Да              | Нет              | Нет             | Да          |
| Число окон в которых можно просматривать одну таблицу | 4           | 2               | 2               | 2                | 2               | 2           |
| Несколько активных таблиц в оперативной памяти | Да          | Нет             | Да              | Да               | Да              | Да          |
| Выпадающие меню | Да          | Нет             | Нет             | Да               | Да              | Нет         |
| Сжатие файлов | Нет         | Нет             | Нет             | Нет              | Да              | Нет         |
| Встроенный менеджер файлов | Нет         | Нет             | Нет             | Да               | Да              | Нет         |
| Поддержка мыши | Да          | Нет             | Нет             | Нет              | Да              | Нет         |
| Анализ данных и формулы |             |                 |                 |                  |                 |             |
| Определяемые пользователем функции | Да          | Нет             | Нет             | Да               | Нет             | Нет         |
| Поиск решения | Да          | Нет             | Нет             | Нет              | Нет             | Нет         |
| Функции линейного программирования | Нет         | Нет             | Нет             | Нет              | Да              | Нет         |
| Во всех табличных процессорах есть функции для операций с матрицами и регрессионного анализа                                                                                   |             |                 |                 |                  |                 |             |
| Совместимость |             |                 |                 |                  |                 |             |
| Чтение и запись файлов в формате WKS (Lotus 1-2-3 1.0) | Да          | Да              | Чтение          | Да               | Да              | Да          |
| Чтение и запись файлов в формате XLS (Excel) | Да          | Нет             | Нет             | Нет              | Нет             | Нет         |
| Чтение и запись файлов в формате DIF | Да          | Да              | Да              | Да               | Нет             | Да          |
| Чтение и запись файлов в формате CSV | Да          | Чтение          | Чтение          | Да               | Чтение          | Чтение      |
| Все табличные процессоры могут читать и записывать файлы формата WK1 (Lotus 1-2-3 2.0) и DBF (DBase), а также преобразовывать текст в таблицу и выполнять макросы Lotus 1-2-3. |             |                 |                 |                  |                 |             |
| Работа с базами данных |             |                 |                 |                  |                 |             |
| Поиск и замена | Да          | Да              | Да              | Да               | Да              | Да          |
| Основные функции для плоских баз данных | Да          | Да              | Да              | Да               | Да              | Да          |
| Выборка из базы данных | Нет         | Нет             | Да              | Нет              | Да              | Да          |
| Доступ к внешним базам данных на диске | Нет         | Нет             | Да              | Нет              | Да              | Нет         |
| Сортировка по строкам и столбцам | Да          | Строки          | Строки          | Да               | Строки          | Да          |
| Число ключей сортировки | 3           | 2               | 255             | 10               | 5               | 3           |
| Производительность |             |                 |                 |                  |                 |             |
| Фоновые вычисления | Да          | Нет             | Да              | Нет              | Да              | Нет         |
| Все табличные процессоры минимизируют пересчёт и поддерживают математический сопроцессор.                                                                                      |             |                 |                 |                  |                 |             |
| Макросы |             |                 |                 |                  |                 |             |
| Отладчик макросов | Да          | Нет             | Нет             | Нет              | Да              | Нет         |
| Все табличные процессоры имеют встроенный язык макросов, поддерживают запись макросов, хранение макросов отдельно от таблицы, создание макросами пользовательских меню.        |             |                 |                 |                  |                 |             |
| Графические возможности |             |                 |                 |                  |                 |             |
| Вертикальные гистограммы | Да          | Да              | Да              | Да               | Да              | Да          |
| Горизонтальные гистограммы | Да          | Нет             | Да              | Да               | Да              | Да          |
| Вертикальные графики | Да          | Да              | Да              | Да               | Да              | Да          |
| Горизонтальные графики | Нет         | Нет             | Да              | Да               | Нет             | Да          |
| Круговые диаграммы | Да          | Да              | Да              | Да               | Да              | Да          |
| Точечные диаграммы | Да          | Да              | Да              | Да               | Да              | Да          |
| Диаграммы с областями | Да          | Нет             | Да              | Да               | Да              | Да          |
| Совмещение гистограммы и графика | Да          | Нет             | Да              | Да               | Да              | Да          |
| Биржевые диаграммы | Да          | Нет             | Да              | Да               | Да              | Да          |
| Текстовые диаграммы | Нет         | Нет             | Нет             | Нет              | Да              | Да          |
| Текстовые и графические аннотации к графикам | Да          | Нет             | Нет             | Нет              | Да              | Нет         |
| Объёмные гистограммы и круговые диаграммы | Нет         | Нет             | Нет             | Да               | Да              | Да          |
| Трёхмерные графики (с осями X, Y и Z) | Нет         | Нет             | Нет             | Да               | Да              | Да          |
| Графики с двумя осями Y | Да          | Нет             | Да              | Да               | Да              | Да          |
| Просмотр диаграмм вместе с таблицей | Да          | Да              | Да              | Нет              | Да              | Нет         |
| Настройка цветов, шрифтов и штриховки | Да          | Нет             | Да              | Да               | Да              | Да          |
| Сохранение графики в формате PIC | Нет         | Да              | Да              | Нет              | Да              | Да          |
| Сохранение графики в формате MCG | Нет         | Нет             | Да              | Нет              | Нет             | Нет         |
| Сохранение графики в формате MCG | Нет         | Нет             | Да              | Нет              | Нет             | Нет         |
| Вывод |             |                 |                 |                  |                 |             |
| Поддержка PostScript для текста и графики | Да          | Да              | Да              | Да               | Да              | Да          |
| Несколько шрифтов | Да          | Да              | Да              | Да               | Да              | Да          |
| Число разных шрифтов в одной таблице | 4           | 8               | 8               | 8                | 8               | 8           |
| Особые форматы ячеек | Да          | Нет             | Нет             | Нет              | Нет             | Да          |
| Поддержка графопостроителей | Да          | Да              | Да              | Да               | Да              | Да          |
| Фоновая печать | Да          | Нет             | Да              | Нет              | Нет             | Нет         |
| Печать графиков вместе с таблицей | Нет         | Да              | Да              | Нет              | Да              | Нет         |
| WYSIWYG-отображение | Да          | Да              | Нет             | Да               | Нет             | Нет         |
| WYSIWYG-отображение при редактировании | Да          | Нет             | Нет             | Нет              | Нет             | Нет         |
| Предпросмотр страницы | Да          | Нет             | Нет             | Да               | Да              | Нет         |
| Изменение цветов на экране | Да          | Нет             | Нет             | Да               | Да              | Нет         |
| Отображение определённых значений другим цветом | Нет         | Нет             | Нет             | Нет              | Да              | Нет         |
| Отображение определённых значений другим цветом | Нет         | Нет             | Нет             | Нет              | Да              | Нет         |
| Поддержка 43/50-строковых режимов EGA/VGA | Неприменимо | Нет             | Да              | Нет              | Да              | Да          |
| Заливка ячеек цветом | Да          | Да              | Нет             | Нет              | Да              | Да          |
| Рисование линий и прямоугольников | Да          | Да              | Нет             | Нет              | Да              | Да          |
| Слияние и связывание данных |             |                 |                 |                  |                 |             |
| Многостраничные таблицы | Нет         | Нет             | Да              | Нет              | Нет             | Да          |
| Работа с многомерными базами данных | Нет         | Нет             | Нет             | Нет              | Нет             | Нет         |
| Однократное слияние файлов (копирование) | Да          | Да              | Да              | Да               | Да              | Да          |
| Однократное слияние файлов (сложение/вычитание) | Да          | Да              | Да              | Да               | Да              | Да          |
| Однократное слияние файлов (умножение/деление) | Да          | Нет             | Нет             | Да               | Нет             | Да          |
| Постоянная ссылка на ячейку в активной таблице | Да          | Неприменимо     | Да              | Да               | Да              | Да          |
| Постоянная ссылка на ячейку в неактивной таблице | Да          | Да              | Да              | Да               | Да              | Да          |
| Использование ссылки на активную таблицу в формуле | Да          | Неприменимо     | Да              | Нет              | Да              | Да          |
| Использование ссылки на неактивную таблицу в формуле | Нет         | Нет             | Да              | Нет              | Да              | Да          |
| Копирование (относительное) ссылки на активную таблицу | Да          | Неприменимо     | Да              | Нет              | Да              | Да          |
| Копирование (относительное) ссылки на неактивную таблицу | Нет         | Да              | Да              | Нет              | Да              | Да          |
| Автоматическое изменение ссылки при перемещении ячеек в другую таблицу | Нет         | Неприменимо     | Нет             | Нет              | Да              | Нет         |
| Безопасность и аудит |             |                 |                 |                  |                 |             |
| Определение зависимых ячеек | Да          | Нет             | Нет             | Нет              | Нет             | Да          |
| Выявление кольцевых ссылок | Да          | Да              | Да              | Нет              | Да              | Да          |
| Комментарии к формулам | Да          | Нет             | Да              | Да               | Да              | Нет         |
| Защита отдельных ячеек | Да          | Да              | Да              | Да               | Да              | Да          |
| Защита паролем | Да          | Да              | Да              | Да               | Да              | Да          |

#### CA-SuperCalc 5.1
CA-SuperCalc 5.1 был выпущен в 1991 году и продавался по цене 149 $. Нововведения включали возможность применения команд из меню к многостраничным таблицам, увеличение скорости работы, дополнительные цветовые схемы и возможность работы со 132-колоночным дисплеем.

#### CA-SuperCalc 5.5
CA-SuperCalc 5.5 был выпущен в 1992 году и продавался по цене 149 $. Максимальный размер электронной таблицы составлял 9999 строк, 255 столбцов и 255 страниц. Одновременно можно было открыть до 255 таблиц.
Данная версия принесла с собой поддержку мыши, а также настраиваемой панели инструментов. Другие улучшения были связаны с функциями печати и оформления. В частности, был добавлен предварительный просмотр печати с возможностью увеличения фрагмента. В комплекте также поставлялись шрифты производства компании Bitstream.

### CA-SuperCalc для Windows
CA-SuperCalc для Windows был выпущен в 1994 году. Среди основных новшеств данной версии (помимо использования графического интерфейса пользователя Windows) выступили заимствованные из другого продукта Computer Associates, CA-Compete, функции многомерного анализа данных с использованием сводных таблиц.

### CA-SuperCalc/MF
Под торговой маркой CA-SuperCalc/MF стал продаваться табличный процессор MegaCalc, разработанный Mega Group и работавший на мейнфреймах IBM, после приобретения этой компании Computer Associates. Переименование произошло в 1987 году. Основным отличием от версий для микрокомпьютеров являлись функции прямого доступа к базам данным (в частности, DB2). CA-SuperCalc/MF продавался по цене от 9600 $ до 44 000 $ в зависимости от конфигурации.

### CA-SuperCalc/VAX
CA-SuperCalc/VAX предназначалась для системы VAX/VMS 5.0 и выше и была портом системы CA-SuperCalc для мэйнфреймов IBM. Версия 5.2 была выпущена в 1991 году и стоила от 1500 $ для использования на компьютерах VAXstation до 50 000 $ на мейнфреймах серии VAX 9000. Помимо возможностей версии для IBM-совместимых компьютеров, данная версия имела средства прямого доступа к базам данных VAX/VMS.

### Клоны
Как и у многих других популярных программ, у SuperCalc существовала «адаптированная» для советских персональных компьютеров версия под названием «Абак»; фактически данная программа представляла собой переведённый на русский язык SuperCalc 2. Также значительное сходство с SuperCalc имел пакет «Спринт» для компьютеров «Корвет».

## Популярность и рыночная доля
На момент выпуска SuperCalc доминирующее положение на рынке электронных таблиц занимал VisiCalc, работавший на большинстве микрокомпьютеров с процессорами 6502 и Z80. SuperCalc был разработан для новой операционной системы CP/M, работавшей на более производительных компьютерах с процессором Intel 8080. VisiCalc был портирован на эту операционную систему не сразу, что позволило SuperCalc занять значительную долю на рынке электронных таблиц для CP/M. Кроме того, на многих персональных компьютерах этого периода SuperCalc предустанавливался в рамках OEM-соглашений.
Новый виток конкуренции оказался связан с выпуском в 1983 году Lotus 1-2-3. Данный пакет, работавший под управлением операционной системы DOS на IBM PC-совместимых компьютерах, обладал значительными конкурентными преимуществами: возможность построения диаграмм, пересчёта таблицы с учётом зависимостей между ячейками, а не просто по строкам или по столбцам, использование разреженного хранения данных (что позволяло использовать таблицы большего размера), форматирование и именование ячеек, а также рудиментарные функции работы с базами данных.
Разработчики SuperCalc сумели к концу 1983 года выпустить версию своей электронной таблицы, копировавшую большинство новых возможностей Lotus 1-2-3, однако к этому моменту большая часть рынка электронных таблиц была уже занята Lotus. SuperCalc, по оценкам экспертов, к середине 1980-х занимал вторую позицию на рынке. Это стало возможным из-за политики корпоративного лицензирования SuperCalc, которая предполагала возможность использования неограниченного числа копий за фиксированную цену, благодаря чему SuperCalc стал корпоративным стандартом в таких крупных компаниях, как General Electric, Hughes Aircraft, Lockheed Missile and Space Inc., Jet Propulsion Laboratory и Wells Fargo Bank.
В дальнейшем гонка версий не привела к существенному изменению ситуации: хотя Supercalc 5 и превосходил по возможностям Lotus 1-2-3 версии 2.2, однако достаточно скоро Lotus была выпущена версия 3.0, не уступавшая конкуренту. Экспертами отмечалось, что у пользователей отсутствуют причины для смены поставщика электронных таблиц и перехода на новые версии; возможность такого перехода связывалась с грядущим обновлением доминирующей программно-аппаратной платформы: покупкой нового оборудования с переходом на Windows, OS/2, Unix или Macintosh.
Действительно, в начале 1990-х годов ситуация изменилась в связи с ростом популярности операционной среды Microsoft Windows. Первой электронной таблицей для этой платформы стал Microsoft Excel (1988). Lotus 1-2-3 для Windows был выпущен лишь в 1991 году и, в отличие от Excel, который изначально представлял собой полноценное графическое приложение, учитывающее все особенности новой среды, представлял собой лишь графическую оболочку для прежней версии системы. Техническое превосходство Excel и опережение конкурентов при переходе на графический интерфейс пользователя привели к тому, что его рыночная доля к 1994 году превысила 60 %. В таких условиях SuperCalc быстро терял позицию на рынке, так как его версия для Windows была выпущена лишь в 1994 году, а табличные процессоры для DOS уже не отвечали требованиям времени. После выпуска первой версии для Windows разработка SuperCalc была прекращена.

## Совместимость форматов
В настоящее время ни один распространённый табличный процессор не имеет средств импорта электронных таблиц SuperCalc. При наличии работающей копии SuperCalc можно сохранить таблицу в форматах WKS (Lotus 1-2-3) или CSV, которые поддаются преобразованию.
Также просматривать файлы, сохранённые в Supercalc версии 5 и выше, можно в программе Quick View Plus.